# Д-4 (велосипедний двигун)

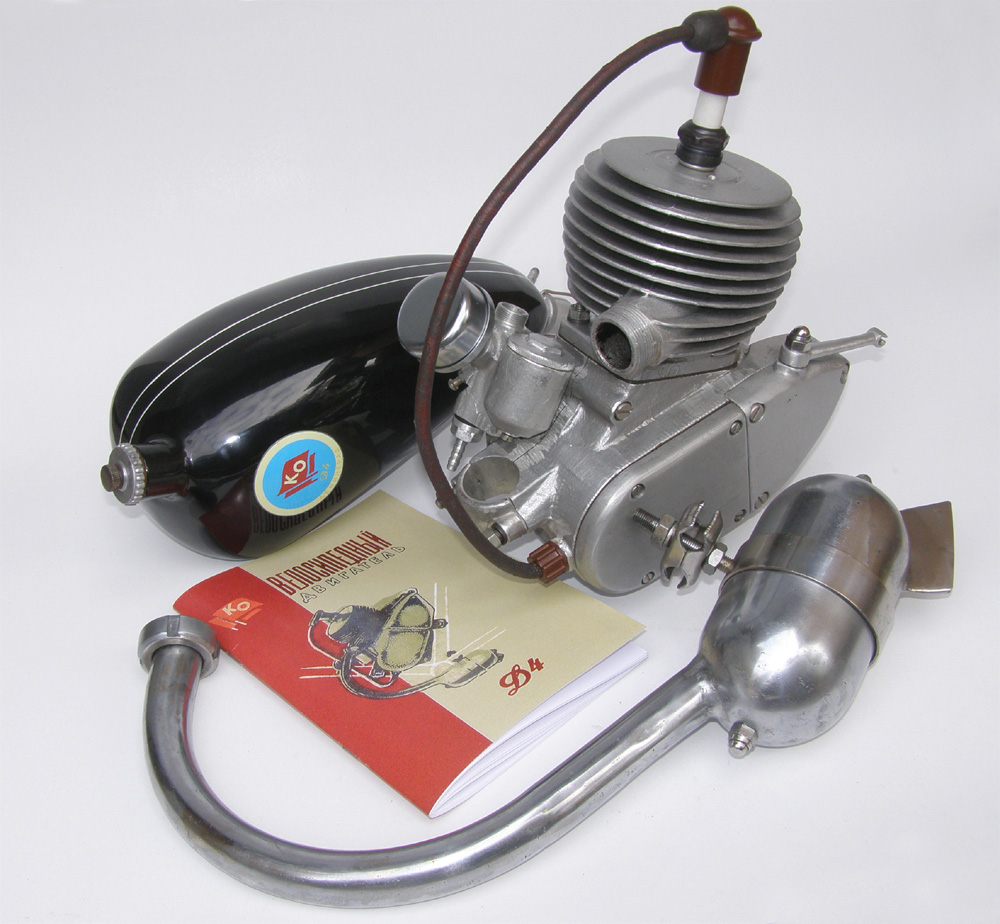
Велосипедний двигун Д-4 виробництва 1957 року

Велосипедний двигун Д-4 — спеціальний бензиновий двигун, призначений для установки на велосипед розроблений конструкторами Харківського велозаводу середині 1950-х років. Д–4 (та його модифікації) був єдиним двигуном для велосипедів, що серійно вироблявся в СРСР. Велосипедний двигун серії «Д» був дуже популярним в СРСР, обладнаний ним велосипед, в свій час, був найдоступнішим видом мототранспорту.

## Історія
Концепція оснащення велосипеда двигуном існувала в Європі вже з 1920-х років. Основними особливостями веломоторів була їх мала вага, незначна але достатня потужність, та мала витрата пального. Установка двигунів не вимагала переробки велосипеда, хоча деякі конструкції потребували заміни стандартних велосипедних деталей на спеціальні.

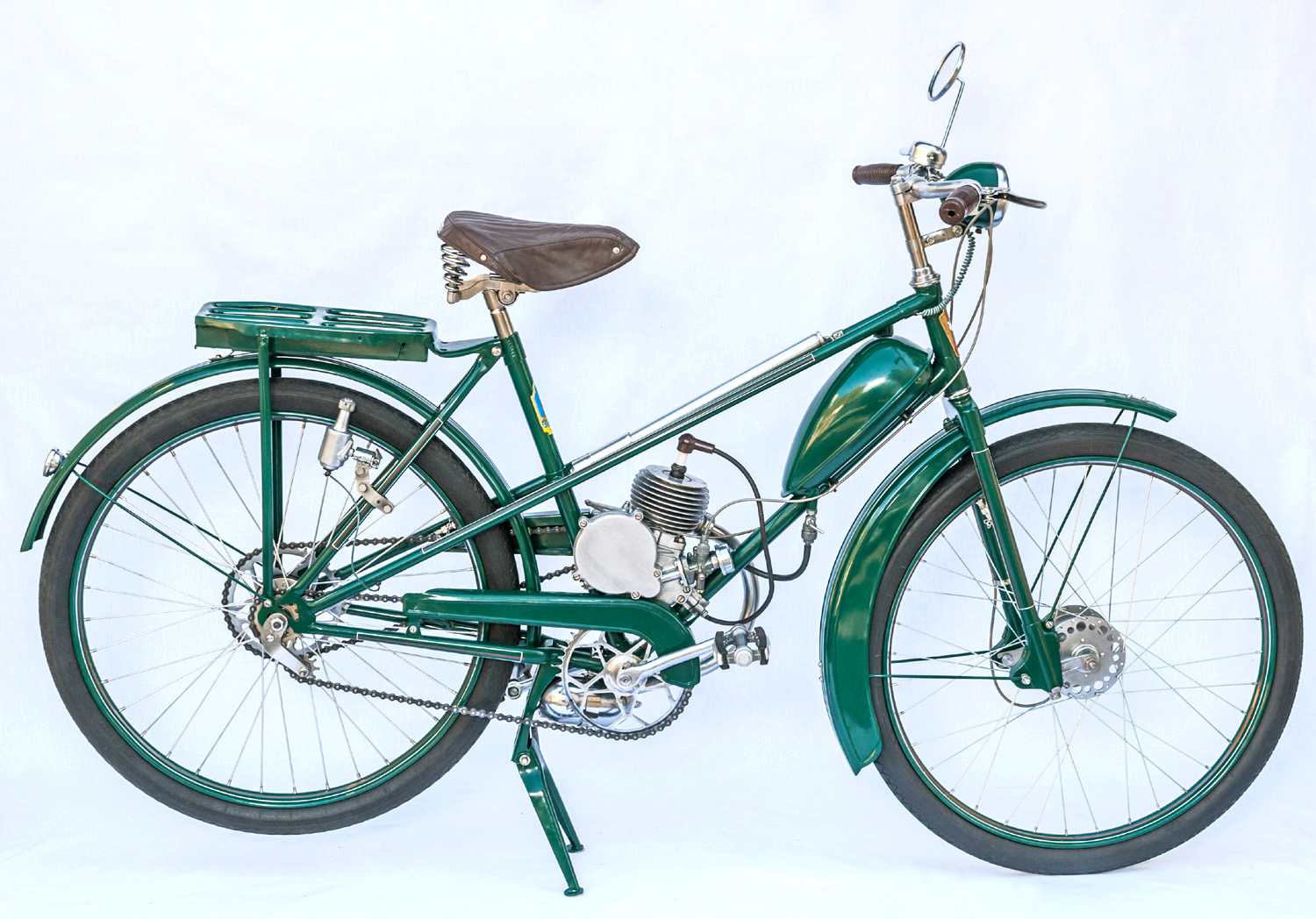
Мотовелосипед В–902 виробництва Львівського велозаводу обладнаний велосипедним двигуном Д-4, 1960 рік

Особливих успіхів у виробництві веломоторів досягли німецькі фірми ILO та Fichtel und Sachs, Lohmann, Solex, французькі Vélosolex і ряд інших.
На рубежі 1930-40-х років визначилися основні концепції встановлення моторів на велосипед. В основному, двигуни монтувались на раму велосипеда над педальною кареткою, але винахідники пропонували і ряд інших оригінальних рішень. Наприклад найбільш поширеним в Німеччині було розміщення двигуна на задній вилці велосипеда та з'єднання його ланцюговою передачею з колесом. Такі способи дозволяли встановлювати мотори практично на будь-який велосипед незалежно від форми рами і його конструкції.
В середині 1950–х років, в ЦКТБ велобудування Харківського велозаводу, був розроблений (конструктором-самоучкою Прибилой Пилип Олександрович) велосипедний двигун ХВЗ Д–4, та після випробовувань, було також випущено невелику серію цих моторів. Харківські конструктори вибрали варіант розміщення мотора над педальною кареткою, де він закріплювався у V-подібному розвалі труб рами.
У той час, на ХВЗ вже було почато виробництво типової моделі чоловічого велосипеда В-110 «Прогрес», його також випускали майже всі велозаводи СРСР. Велосипеди мали однаковий кут з'єднання труб рами над педальною кареткою. Таким чином двигун легко монтувався на всі моделі, але установка на жіночі велосипеди не передбачалась.
Подальше масове виробництво двигуна, з 1956 року, велось на Ленінградському заводі «Красний Октябрь».

## Конструкція веломотора Д–4

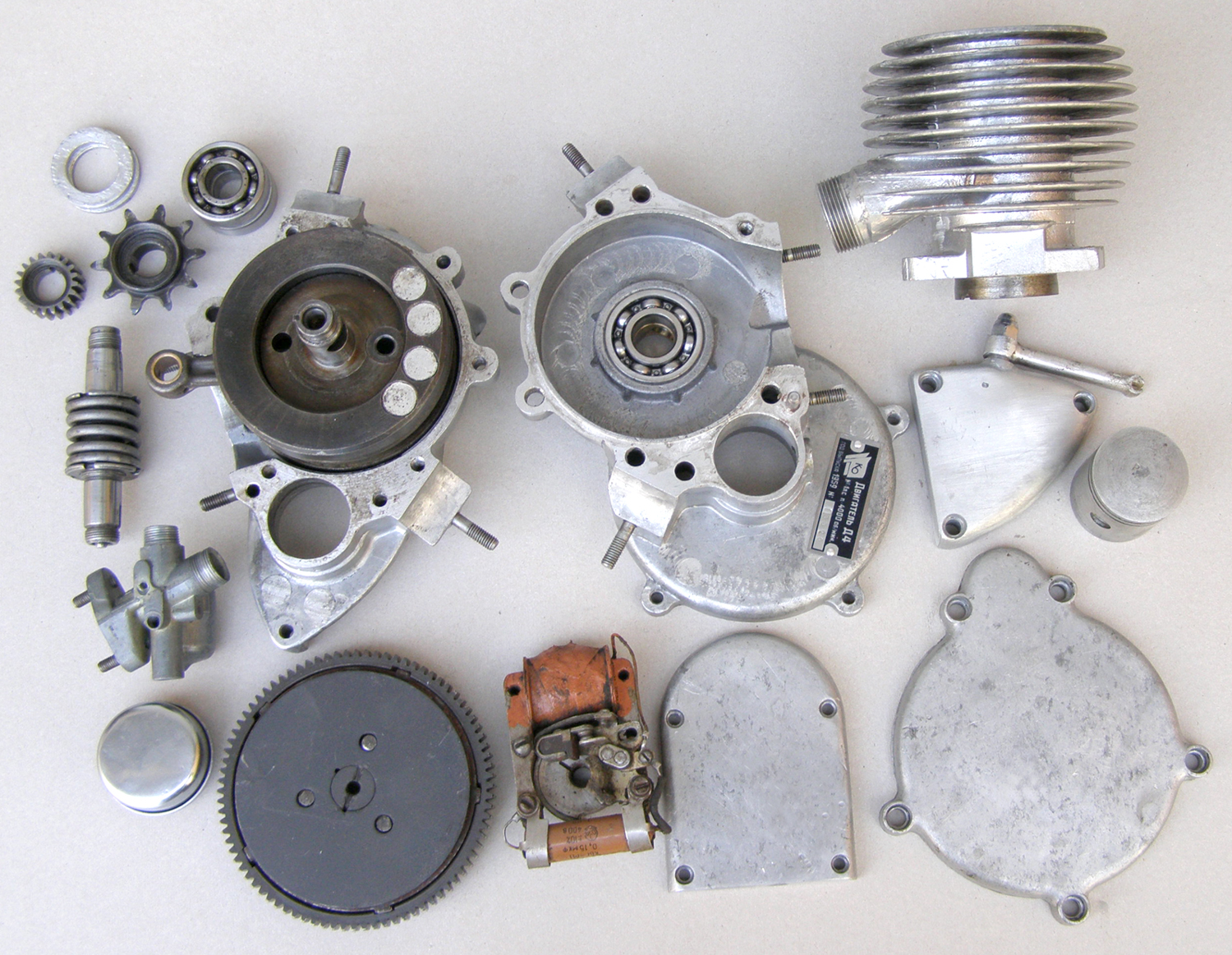
Складові частини велосипедного двигуна Д-4

Д–4– одноциліндровий двотактний бензиновий карбюраторний двигун, робочим об'ємом 45 куб. см.
Одноступінчатий редуктор мотора оснащувався дводисковою сухою муфтою зчеплення. Газорозподіл здійснювався через циліндричний золотник (в пустотілій шийці колінчастого вала), циліндр не мав з'ємної головки, що практично виключало його ремонтну розточку.
Запалювання робочої суміші забезпечувало просте магнето, без обмотки для генератора фари. Мотор серії Д–4 оснащувався невеликим розбірним глушником з привареним вихлопним коліном. Паливом для двигуна була суміш бензину А-66, А-74 з моторною оливою в співвідношенні за об'ємом 20: 1.
На картері двигуна було два ввігнуті (під діаметр рами) установчі місця, якими він встановлювався на рамі велосипеда, над педальною кареткою, та закріплювався двома хомутами. Хоча за задумом виробника, ширина мотора не заважала обертанню педалей, але на практиці, в більшості випадків, доводилося самостійно трохи розгинати педальні шатуни.
На заднє колесо велосипеда встановлювалася додаткова велика зірочка ланцюгової передачі. Для її монтажу потрібно було зробити три невеликих надпила на маточині колеса та закріпити болтами разом з гумовими прокладками та металевими шайбами.
На передній похилій трубі рами монтувався паливний бачок. На кермо встановлювалася поворотна ручка газу (праворуч) і ліворуч витискний важіль муфти зчеплення. Важіль був оснащений спеціальною клямкою, яка могла фіксувати його у витиснутому стані муфти. Це давало можливість рухатися на велосипеді з від'єднаним двигуном (в разі поломки), або налаштовувати його роботу не піднімаючи заднє колесо.
Двигун запускався під час руху велосипеда. Достатньо було трохи розігнатися і плавно відпустити зчеплення, двигун запускався і міг рухати велосипед з регульованою швидкістю до 40 км/год.

## Комплектація та модифікації

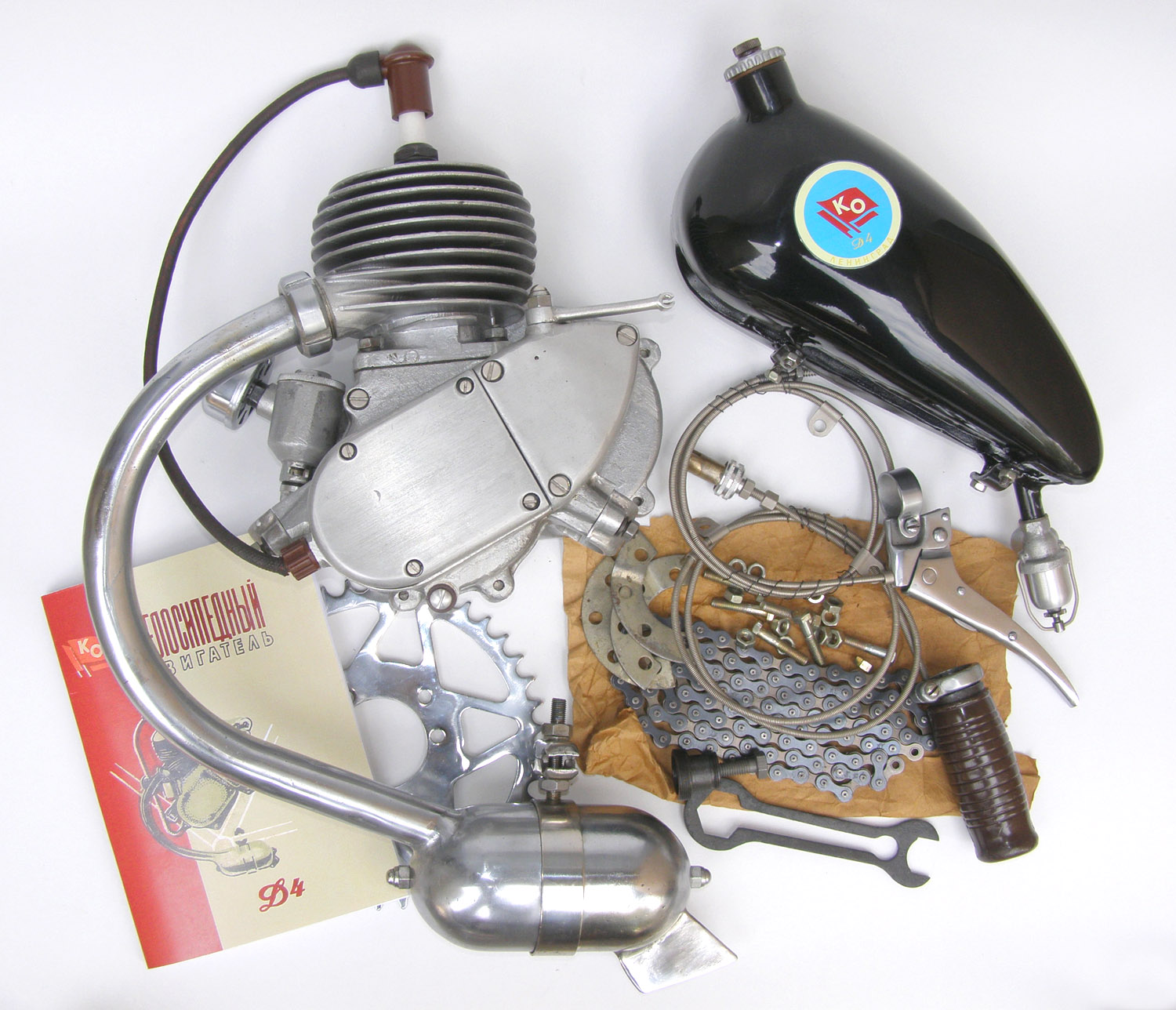
Комплект двигуна Д-4 для установки на велосипед

Двигун поступав у продаж як комплект для установки на велосипед. До його складу входили: двигун, ручка газу і зчеплення з тросами, бак, глушник, захисний щиток ланцюга, накладка для захисту рами велосипеда, ланцюг і зірочка з комплектом кріплення її на колесі та набір інструментів.
Протягом періоду виробництва з 1956 по 1961 роки мотор незначно модернізувався. Перш за все був замінений карбюратор, на більш ефективний і зручний в регулюванні. Карбюратор моторів перших років випуску був технологічно складний у виробництві і важко налаштовувався. Також двигун укомплектували паливним баком іншої конструкції, та більшого об'єму.
В 1961 році а зміну двигуну Д–4 прийшов мотор Д–5 збільшеної потужності до 1,2 к. с.
Перші мотори Д–5 зовні майже не відрізнялися від версії Д–4, і оснащувалися циліндром без з'ємної головки і таким же коротким глушником. Пізніше на ньому встановлювали циліндр із з'ємною головкою оснащену ребрами охолодження, і комплектували новим малошумним глушником.
Деяку кількість моторів виробляли на Ковровському мотозаводі з маркуванням Д–4К та Д–5К.
На початку 1970-х років мотор значно модернізували до версії Д-6, а згодом Д–8 та Д–8Е. Двигуни було обладнано магнето з генератором фари напругою 6В, збільшено ступінь стиску.

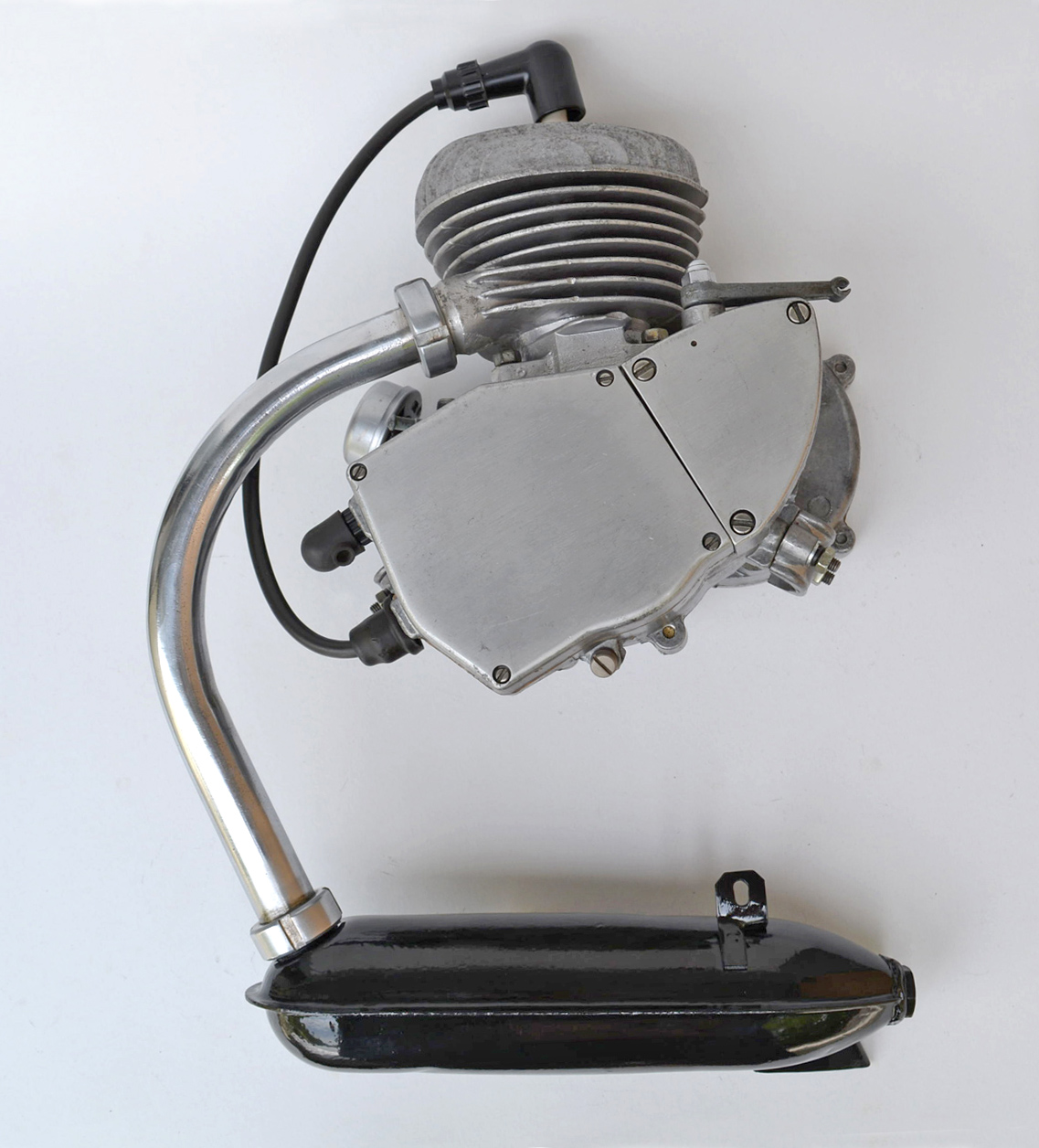
Двигун Д-6 з глушником, 1971 рік

Ці агрегати призначалися, в основному, для установки на легкі мопеди серії «Рига». Виробництво двигунів Д-8 було припинено в кінці 1990-х років.
Окрім продажу в комплектах для велосипедів, двигуни Д-4 і Д-5 встановлювалися і на мотовелосипеди (попередник мопеда). Першими в СРСР були мотовелосипеди ХВЗ В-901, його випускав Харківський велосипедний завод з 1958 року, та В-902 виробництва Львівського велозаводу.
Технічні характеристики двигуна Д–4:
- Тип двигуна -одноциліндровий двотактний карбюраторний
- Діаметр циліндра — 38 ммДвигун Д-8, остання модифікація веломотора Д-4
- Хід поршня — 40 мм
- Робочий об'єм — 45 см³
- Ступінь стиску — 5,2

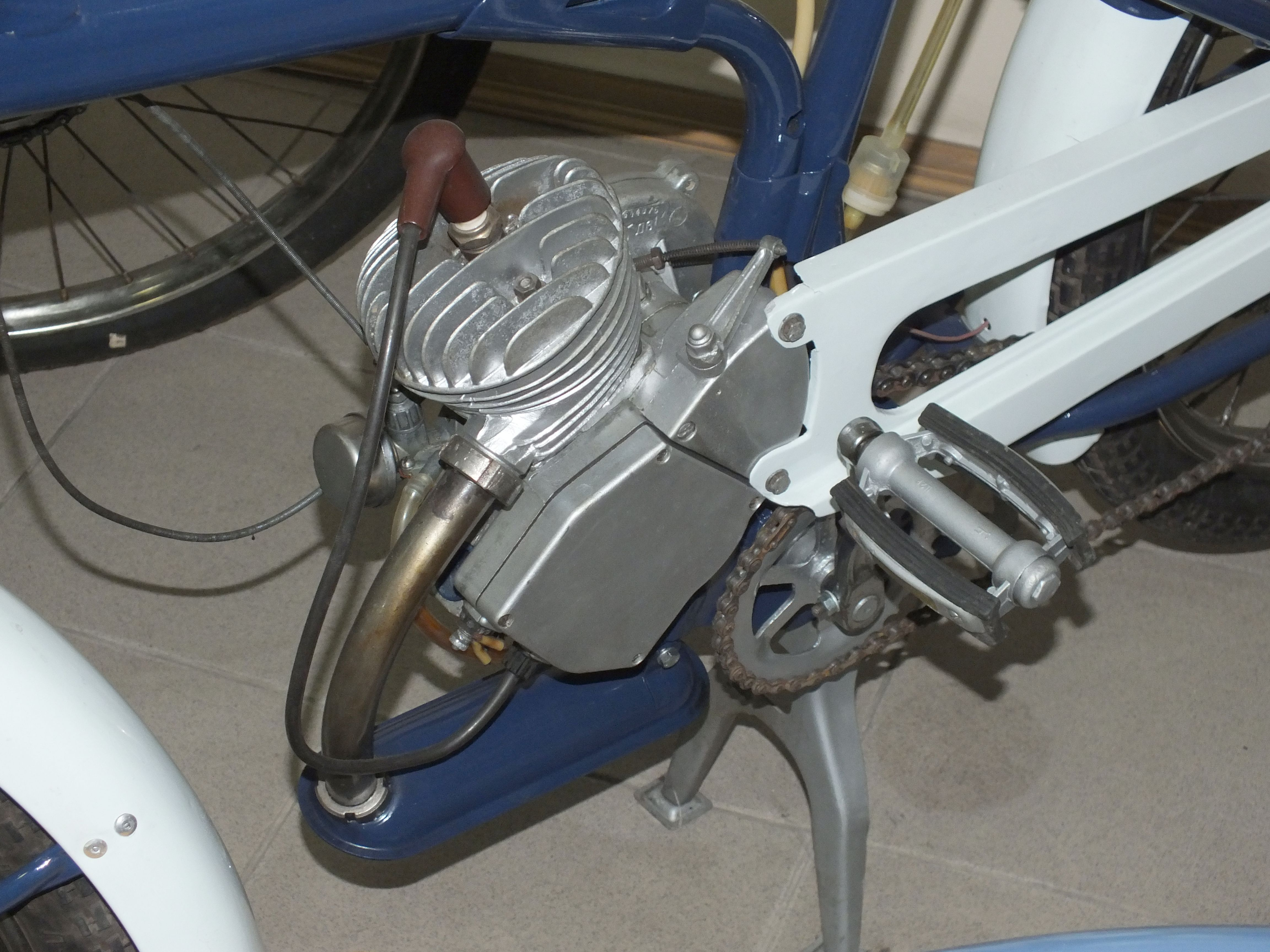
Двигун Д-8, остання модифікація веломотора Д-4

- Номінальна потужність при 4000-4500 об / хв. — 1 к. с.
- Витрата палива на 100 км, при швидкості 20 км / год. — 1,5 л
- Передатне відношення / колінвал-ведуча зубчатка — 4,2: 1
- Передатне відношення ланцюгової передачі — 4,1: 1
- Вага комплекту мотора без палива — близько 9 кг